# Ernst Gaupp

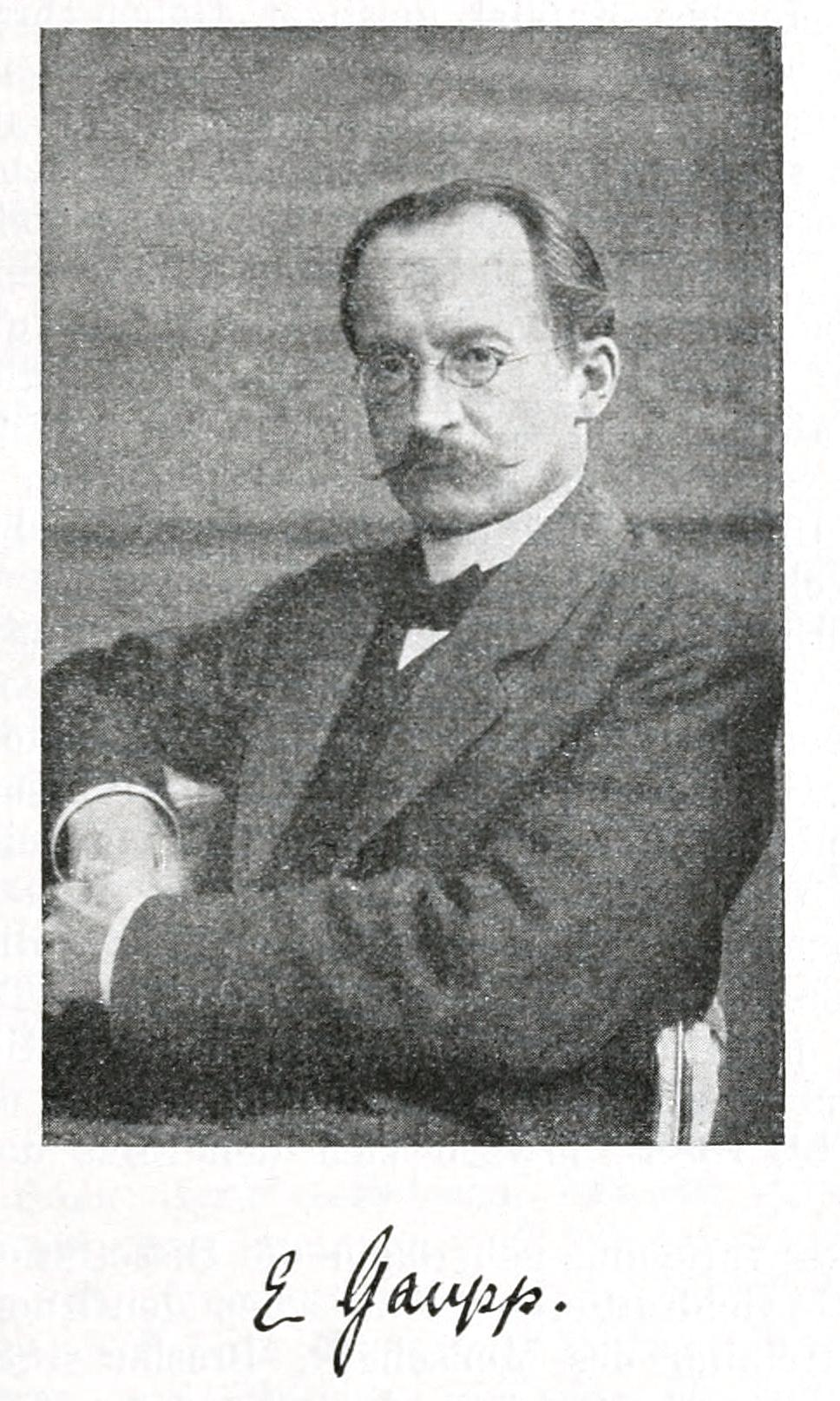
Ernst Wilhelm Theodor Gaupp

Ernst Wilhelm Theodor Gaupp (* 13. Juli 1865 in Beuthen (Oberschlesien); † 23. November 1916 in Breslau) war ein deutscher Anatom und Wirbeltiermorphologe.

## Leben
Nach dem Abitur 1884 in Elbing, studierte er ein Semester Naturwissenschaften in Jena, u. a. bei Ernst Haeckel und Karl von Bardeleben. Im Anschluss studierte Gaupp Medizin an den Universitäten Königsberg und Breslau, wo er 1889 mit einer Dissertation: Über die Maß- und Gewichtsdifferenzen zwischen den Knochen der rechten und linken Extremität des Menschen promoviert wurde. In seiner Breslauer Zeit stand er besonders durch den Umgang mit u. a. Hasse und Born stark unter dem Einfluss Gegenbaurschen Gedankengutes. Nach der Habilitation 1893 in Breslau arbeitete Gaupp in Freiburg im Breisgau, 1912 übernahm er das anatomische Institut in Königsberg. 1915 erhielt er einen Ruf an die Breslauer Universität. 
Ernst Gaupp schuf über 30, häufig äußerst umfangreiche Publikationen. Sein Name ist insbesondere mit seinen Arbeiten zum Wirbeltierschädel verknüpft, welche bis heute das Fundament jeglicher Untersuchungen zu Morphologie und Morphogenese von Cranien sind.

## Ehrungen und Auszeichnungen
Im Jahr 1907 wurde er zum Mitglied der Leopoldina gewählt.
1909 erhielt Ernst Gaupp den Carus-Preis.

## Schriften (Auswahl)
- Die Anatomie des Frosches. 2. Auflage. Vieweg, Braunschweig 1887-. doi:10.5962/bhl.title.5515 doi:10.5962/bhl.title.10095
  - 3. Auflage. doi:10.5962/bhl.title.5511
- Zur Kenntnis des Primordial-Craniums der Amphibien und Reptilien. In: Verh. Anat. Ges. 1891, 5, S. 114–120.
- Primordial-Cranium und Kieferbogen von Rana fusca. Eine entwicklungsgeschichtliche und vergleichend-anatomische Untersuchung. Naumburg 1893. doi:10.5962/bhl.title.7863
- Ontogenese und Phylogenese des schalleitenden Apparates bei den Wirbeltieren. In: Erg. Anat. Entw. 1898, 8, S. 990–1149.
- Alte Probleme und neuere Arbeiten ueber den Wirbeltierschaedel. In: Erg. Anat. Entw. 1900, 10, S. 847–1001.
- Die Reichertsche Theorie (Hammer-, Amboss- und Kieferfrage). (= Archiv für Anatomie und Entwickelungsgeschichte. Suppl. 1912. Veit & comp., Leipzig 1913, OCLC 24268555).
- August Weismann – Sein Leben und sein Werk. Gustav Fischer, Jena 1917. Digitalisat im Internet Archive